# Erik Marklund (konstnär)
Erik Leo Marklund, född 22 september 1909 i Kiruna, död 1980, var en svensk målare och skulptör.
Han var son till lokföraren Leo Marklund och Karolina Christiansson och från 1937 gift med Birgit Engström. Marklund var som skulptör och bildkonstnär autodidakt. Tillsammans med Emil Antman och Rolf Swedberg ställde han ut på Norrbottens museum i Luleå 1946. Hans bildkonst består av skärgårdsmotiv, figurkompositioner och porträtt utförda i olja samt skulpturer i gips eller trä. Marklund är representerad vid Norrbottens museum och i Maluddens skola.  